# حفاری برای آتش
حفاری برای آتش (به انگلیسی: Digging for Fire) فیلمی محصول سال ۲۰۱۵ و به کارگردانی جو سوانبرگ است. در این فیلم بازیگرانی همچون جیک جانسون، رزمری دویت، بری لارسون، سم راکول، آنا کندریک، اورلاندو بلوم، مایک بیربیگلیا، سام الیوت، جودیت لایت، ران لیوینگستون، ملانی لینسکی، جنی سلیت، تیموتی سیمونز، جین آدامز و کریس مسینا ایفای نقش کرده‌اند.